# International Rugby League
Pour les articles homonymes, voir IRL.
L'International Rugby League (IRL) est l'organisme chargé du  rugby à XIII international. Il portait précédemment le nom de « Rugby League International Federation » (RLIF) .
Créé dans la dynamique de l'après-deuxième guerre mondiale par un Français, Paul Barrière, il est, fin du XXe siècle, régulièrement confronté à des organisations ou des entreprises privées concurrentes, principalement en Australie, nation phare du rugby à XIII.
Cette concurrence entraîne parfois l'absence de visibilité du grand public sur ses compétences, et l'expose à des critiques récurrentes sur l'organisation du calendrier international.

## Histoire
La fédération internationale, dans sa forme moderne, a ses racines dans diverses organisations presque aussi anciennes que la création du rugby à XIII lui même.
Mais on considère que celle-ci a été créée le 25 janvier 1948 à Bordeaux (en préambule au et dans le contexte du match France/Nouvelle-Zélande du 26 janvier 1948), à l'initiative du dirigeant français Paul Barrière, par les Français (LFR XIII), les Anglais (RFL), les Néo-Zélandais (NZRFL) sous la dénomination de International Rugby League Board (IRLB).
Les Australiens qui ne voulaient pas d'un centre de réflexion (tout comme d'une organisation) supranational entrèrent cependant dans l'IRLB à la fin de l'année 1948.
À la suite de la guerre de la Super League, la Super League International Board réunit presque la totalité des fédérations, excepté celle de l'Australian Rugby League. À la fin de cette guerre en 1998, l'heure de la réunification a sonné et la RLIF est créée. Le siège de la RLIF est depuis 30 à 40 ans basé à Sydney dans les locaux de la New South Wales Rugby League composante de l'Australian Rugby League. 
Le président en est l'anglais Nigel Wood à partir du mois de  janvier 2018. La fédération change de nom le 14 octobre 2019 pour devenir l'International Rugby League  (IRL) au lieu de la Rugby League International Federation . Nigel Wood quitte néanmoins la fédération à la fin de 2020,.
Il est ensuite remplacé par John Grant.
Depuis mars 2021, la fédération est présidée par Troy Grant.

## Attributions et compétences
La RLIF est responsable de l'organisation des principales compétitions internationales comme la coupe du monde de rugby à XIII ou le World Club Challenge. Elle est aussi responsable des règles du jeu. Elle s'occupe aussi de publier le classement mondial des équipes nationales.
Elle s'efforce également de promouvoir la pratique du rugby à XIII (notamment via le rugby à 9) dans le monde entier, avec, dans les années 2010, des projets de développement en Amérique du Nord, du Sud, en Afrique, et en Asie. 

## Des compétences mal définies?
Les compétences de cette fédération internationale  n'apparaissent pas toujours bien définies pour le grand public. Sans doute par manque de communication et de médiatisation du rugby à XIII. 
Celle-ci semble parfois en concurrence avec d'autres fédérations ou entités treizistes. 
Par exemple, la fédération européenne de rugby à XIII gère également le développement du rugby à XIII en Afrique. Des équipes américaines et africaines sont même membres de la fédération européenne.  
Parfois, la fédération internationale semble également en concurrence avec la NRL pour l'organisation de compétitions, voire la création et la gestion d'équipes (par exemple équipes « nationales » d'heritage players basées en Australie).   

## Critiques
La Fédération internationale est parfois l'objet de critiques en raison d'un calendrier international irrégulier, dont la logique n'apparaît pas nécessairement évidente.
Ainsi, alors que les faits ne semblent pas liés, l'annulation du projet France 2025 a entraîné l'annulation des matchs qualificatifs de la zone Europe pour la coupe du monde.
Elle reçoit parfois aussi  des critiques sur son classement des équipes nationales.